# Nevrotoksičnost
Nevrotoksičnost je lastnost naravnih ali umetnih snovi, ki se imenujejo nevrotoksini in spremenijo normalno delovanje živčnega sistema tako, da poškodujejo živčno tkivo, kar sčasoma pripelje do motenj v delovanju ali celo do uničenja nevronov, ključnih celic, ki prenašajo signale v možgane in druge dele živčnega sistema. Nevrotoksičnost je lahko posledica izpostavljenosti snovem, ki se uporabljajo v kemoterapiji, pri obsevanju, pri zdravljenju odvisnosti od drog, pri nekaterih zlorabah drog, pri presaditvi organov kot tudi pri izpostavljenosti težkim kovinam, nekaterim živilom in aditivom za živila, pesticidom, industrijskim topilom in/ali čistilom, kozmetičnim izdelkom in nekaterim naravnim snovem. Siptomi se lahko pojavijo takoj po izpostavljenosti ali kasneje. Vključujejo lahko šibkost udov ali odrevenelost, izgubo spomina, vida in/ali intelekta, privide, glavobole, kognitivne in vedenjske motnje ter motnje v spolnosti. Posamezniki z določenimi motnjami so lahko še posebej občutljivi na nevrotoksine.
Ime nevrotoksičnost napeljuje na vlogo nevrotoksinov, čeprav se izraz nevrotoksičnost lahko uporablja bolj ohlapno za opis stanja, ki povzroča poškodbe možganov, brez očitne prisotnosti nevrotoksinov. 
Izraz nevrotoksičnost se uporablja za opis snovi ali stanja, ki poškoduje živčni sistem in/ali možgane, po navadi z uničenjem nevronov. Izraz se na splošno uporablja za opis stanja ali snovi, za katero je dokazano, da povzroči vidno poškodbo. Prisotnost same nevrokognitivne motnje po navadi ni zadosten dokaz za nevrotoksičnost glede na to, da veliko obstoječih snovi škoduje nevrokognitivnosti brez smrti nevronov. Verjetno je razlog v direktnem škodljivem delovanju snovi in v začasni motnji nevrokognitivnosti, ki preneha, ko se snov izloči iz organizma. Določene snovi postanejo nevrotoksične šele v določenih dozahh ali po določenem času. Nekateri od najpogostejših naravno pojavljajočih se možganskih toksinov, ki vodijo do nevrotoksičnosti kot posledice prekomernega odmerjanja, so: beta amiloid, glutamat in kisikovi radikali. Prisotni v visokih koncentracijah lahko vodijo do nevrotoksičnosti in celične smrti (apoptoze). Nekateri simptomi, ki so posledica propadanja celic, vključujejo izgubo motorične sposobnosti, kognitivno poslabšanje in motnje avtonomnega živčnega sistema. Za nevrotoksičnost je ugotovljeno, da je glavni vzrok degenerativnih bolezni, kot je Alzheimerjeva bolezen.

## Nevrotoksični agensi

### Beta amiloid
Za beta amiloid je bilo ugotovljeno, da v velikih koncentracijah povzroča nevrotoksičnost in smrt celic v možganih. Nastane zaradi mutacije, ki povzroči, da se beljakovinska veriga pretrga na napačnem mestu, kar ima za posledico, da sta verigi različno dolgi in zato neuporabni. Tako ostajajo v možganih, dokler se ne razgradijo, a ko se dovolj nakopičijo, tvorijo obloge, ki so za nevrone strupene. Beta amiloid uporablja več poti v centralnem živčnem sistemu (CŽS), da povzroči odmiranje celic, npr. skozi nikotinski acetilholinergični receptor, to je receptor, pogosto najden vzdolž površine celic, ki se odziva na stimulacijo z nikotinom in katere vklaplja in izkloplja. Ugotovili so, da beta amiloid skupaj z MAP kinazo (mitogen aktiviran protein) uravnava nivo nikotina v možganih. MAP kinaza je drug signalni receptor, ki povzroči smrt celice. Druga kemična snov v možganih, ki jo beta amiloid uravnava, je JNK (c-Jun N-terminal kinaza). Ta kemična snov zaustavi zunajcelično kinazno pot, ki krmili signale in ki običajno deluje kot nadzornik spomina v možganih. Če je pot spomina prekinjena, možgani izgubijo bistveno spominsko funkcijo. Izguba spomina je simptom nevrodegenarativne bolezni, vključujoč Alzheimerjevo bolezen.
Drug način, kako beta amiloid povzroči odmrtje celic, je s fosforilacijo AKT (serin-treonin protein kinaza). To se zgodi, ko se fosfatna enota veže na več mest na beljakovini. Ta fosforilacija omogoča AKT interakcijo z beljakovino BAD (Bcl-2 associated death promotor, proaptototična beljakovina), za katero je znano, da povzroča smrt celic. Tako povečanje beta amiloida povzroči povečanje AKT/BAD-kompleksa, to pa ima za posledico, da preneha delovanje anti-apoptotičnega proteina Bcl-2, katerega normalna funkcija je preprečitev smrti celice, ker pospeši delitev nevrona in napredovanje Alzheimerjeve bolezni.

### Glutamat
Glutamat je kemična snov, ki jo najdemo v možganih in v velikih koncentracijah predstavlja strupeno grožnjo nevronom. To ravnovesje koncentracije je zelo občutljivo in navadno so koncentracije v možganih v rangu milimolov. Ko je ravnovesje porušeno, se glutamat kopiči kot posledica mutacije v prenašalcih glutamata, ki delujejo kot črpalke za izločanje glutamata iz možganov. Normalno je koncentracija glutamata v krvi nekajkrat višja kot v možganih, zato mora telo poskrbeti za vzdrževanje ravnovesja med tema dvema koncentracijama s črpanjem glutamata iz krvnega obtoka v možgane in nazaj. Če pride do mutacije prenašalcev glutamata, le-ti ne morejo črpati glutamata iz možganov nazaj v kri, se glutamat v možganih kopiči v večjih koncentracijah. Nevezan glutamat deluje na več receptorjev, ki njegovo sproščanje pretvorijo v povečevanje kalcijevih produktov. Glutamat povzroči smrt celic z aktivacijo N-metil-D-aspartatnega kislinskega receptorja (NMDA); ta receptor povzroči povečano sproščanje kalcijevih ionov v celico. Povečana koncentracija kalcijevih ionov neposredno poveča obremenitev mitohondrijev, kar se kaže v povečani oksidativni fosforilaciji in tvorbi reaktivnih kisikovih spojin, kar ima za posledico celično smrt. Tudi pri tej nevrotoksičnosti beta amiloid prispeva k povečanju občutljivosti nevronov na glutamat. 

### Kisikovi radikali
Tvorba kisikovih radikalov se doseže prek aktivacije dušik-oksid sintetazne poti. Ta reakcija nastane kot odgovor na povečano koncentracijo kalcijevih ionov znotraj možganskih celic. Interakcija med kalcijevimi ioni in dušik-oksidno sintetazo povzroči tvorbo kofaktorja tetrahidrobiopterina (BH4), ki gre iz plazemske membrane v citoplazmo. Kot končna stopnja se dušik-oksid sintetaza defosforilira in sprošča se dušikov oksid (NO), ki se kopiči v možganih in povečuje svojo oksidacijsko obremenitev. Poznamo nekaj reaktivnih kisikovih spojin: superoksid, vodikov peroksid in hidroksil; vsi so nevrotoksični. To so zelo reaktivni prosti radikali, ki vsebujejo kisikove ione ali perokside. Normalno ima organizem določene obrambne mehanizme, ki zmanjšujejo usodne učinke teh reaktivnih kisikovih spojin tako, da s pomočjo določenih encimov razbijejo reaktivne kisikove spojine na majhne, neškodljive molekule kisika in vode. Vendar to razbitje reaktivnih kisikovih spojin ni popolnoma učinkovito; nekateri reaktivni ostanki ostanejo v možganih, ter se kopičijo in tako prispevajo k nevrotoksičnosti in smrti celice. Možgani so v primerjavi z drugimi organi bolj občutljivi na oksidacijsko obremenitev zaradi majhne oksidacijske zmogljivosti. Ker je za nevrone značilno, da so postmitotične celice, pomeni, da s poškodbami, ki so se nakopičile, živijo še več let, pa je akumulacija reaktivnih kisikovih spojin smrtna. Zato povečana raven reaktivnih kisikovih spojin v nevronih pospešuje nevrodegenarativne procese in končno vodi do napredovanja Alzheimerjeve bolezni. 

### Prognoza
Prognoza je odvisna od dolžine in stopnje izpostavljenosti in od resnosti nevrološke poškodbe. V nekaterih primerih je izpostavljenost nevrotoksinom lahko usodna. Včasih pa lahko pacient preživi, vendar ne okreva popolnoma. Spet v drugih primerih pa lahko pacient po zdravljenju popolnoma okreva.